# Карлсхаген
Карлсхаген (нем. Karlshagen) — курорт на Балтийском море (нем. Ostseebad) в Германии, в земле Мекленбург-Передняя Померания.

## Географическое положение
Посёлок расположен на севере острова Узедом, на побережье, обращённом к Балтийскому морю. Карлсхаген находится приблизительно в шести километрах северо-восточнее Вольгаста, в двух километрах северо-западнее Трассенхайде и тремя километрами юго-восточнее Пенемюнде.

## История
Карлсхаген был основан в 1829 году как поселение крестьян, ремесленников и рыбаков.
Выгодное географическое положение на побережье моря привело к значительному приросту населения вследствие переселения людей, желающих поселиться в рекреационной зоне. В конце XIX века данные предпосылки привели к формированию из рабочей деревни курорта.
С 1936 года гавань Карлсхагена начинает использоваться в военных целях вермахтом.
С 1939 по 1945 год, ввиду близости к исследовательскому центру сухопутных сил в Пенемюнде, посёлок был объявлен закрытой зоной и постепенно стал местом жительства высшего руководства центра. В 1943—1945 годах, в результате авиационных атак на Пенемюнде, Карлсхаген оказался почти полностью разрушен.
После окончания Второй мировой войны посёлок был включён в состав ГДР, а в 1990 году вошёл в состав федеральной земли Мекленбург-Передняя Померания.
В 2001 году Карлсхаген возвращает себе некогда потерянный титул курорта.

## Административное деление
Карлсхаген входит в состав района Восточная Передняя Померания. До 2005 года посёлок состоял в управлении «Амт ан дер Пеенемюндунг» (нем. Amt an der Peenemündung), но в настоящее время подчинён управлению «Амт Узедом-Норд» (нем. Amt Usedom-Nord), с штаб-квартирой в Цинновице.
Площадь, занимаемая административным образованием Карлсхаген, составляет 5,03 км².

## Население
По состоянию на 30 июня 2006 года, население посёлка Карлсхаген составляет 3146 человек. Средняя плотность населения таким образом равна: 621 человек на км².
| Год  | Численность | Численность |
| ---- | ----------- | ----------- |
| 2015 | 3184        |             |
| 2017 | 3208        | [ 1 ]       |
| 2019 | 3194        | [ 3 ]       |
| 2021 | 3216        | [ 4 ]       |
| 2022 | 3218        | [ 5 ]       |
| 2023 | 3191        | [ 2 ]       |

## Транспорт
Карлсхаген соединён автодорогой, проходящей вдоль побережья Балтийского моря, с Трассенхайде и Пенемюнде. Также община расположена на участке региональной железной дороги Цинновиц — Пенемюнде. Через посёлок проходят велосипедные дорожки, соединяющие Карлсхаген с Трассенхайде и Пенемюнде.